# Standesherrschaft Baruth
Die Herrschaft Baruth (auch: Standesherrschaft Baruth) war eine territoriale Verwaltungseinheit des 1806 in ein Königreich umgewandelten Kurfürstentums Sachsen. Sie stand bis zur Abtretung an Preußen 1815 unter dem Obergericht des Kurkreises.
Innerhalb des Kurfürstentums Sachsen war sie als Freie Standesherrschaft herausgehoben und im Rang gegenüber den Rittergütern übergeordnet.

## Geographische Lage
Das Gebiet der Standesherrschaft Baruth lag  im Baruther Urstromtal und wurde vom Hammerfließ durchflossen. Die Stadt Baruth mit ihrem Schloss liegt an der Landstraße von Berlin über Wünsdorf, Golßen, Lübbenau nach Dresden. Das Gebiet der ehemaligen Standesherrschaft Baruth liegt heute im brandenburgischen Landkreis Teltow-Fläming.

## Angrenzende Verwaltungseinheiten
| Mark Brandenburg, später zu Preußen                               | Markgraftum Niederlausitz (Ritterschaft Luckau)(Exklave Zesch) | Mark Brandenburg, später zu Preußen             |
| Luckenwaldescher Kreis (zum Herzogtum Magdeburg, später: Preußen) | Kompassrose, die auf Nachbargemeinden zeigt                    | Mark Brandenburg, später zu Preußen             |
| Amt Schlieben (Exklave)                                           | Fürstentum Querfurt (Amt Dahme)                                | Markgraftum Niederlausitz (Ritterschaft Luckau) |

## Geschichte

### Askanische Herzöge von Sachsen-Wittenberg
Die Gegend um Baruth/Mark war bis ins 12. Jahrhundert von Wenden besiedelt. Um 1147 eroberte ein Ritter aus dem Geschlecht der Herren von Schlieben die Region. Die Stadt Baruth/Mark wurde erstmals 1234 urkundlich erwähnt. Die Herren von Schlieben nahmen die Herrschaft Baruth von den askanischen Herzögen von Sachsen-Wittenberg zu Lehen.

### Kurfürstentum Sachsen
Nach dem Aussterben der Herzöge von Sachsen-Wittenberg ging die Lehnsherrschaft über Baruth im Jahr 1423 an die Wettiner über. Nach der Leipziger Teilung 1485 gehörte die Herrschaft zur ernestinischen Linie der Wettiner. Seit der Niederlage der Ernestiner im Schmalkaldischen Krieg im Jahr 1547 (Wittenberger Kapitulation) war sie im Besitz der Albertiner. Im 15. Jahrhundert gelangte die Herrschaft unter unmittelbare landesherrliche Verwaltung.
Durch Verkauf gelangte die Standesherrschaft Baruth im Jahr 1582 von den Herren von Schlieben an den Hauptmann des brandenburgischen  Amts Trebbin, Hans von Buch.

### Haus Solms unter kursächsischer Oberherrschaft

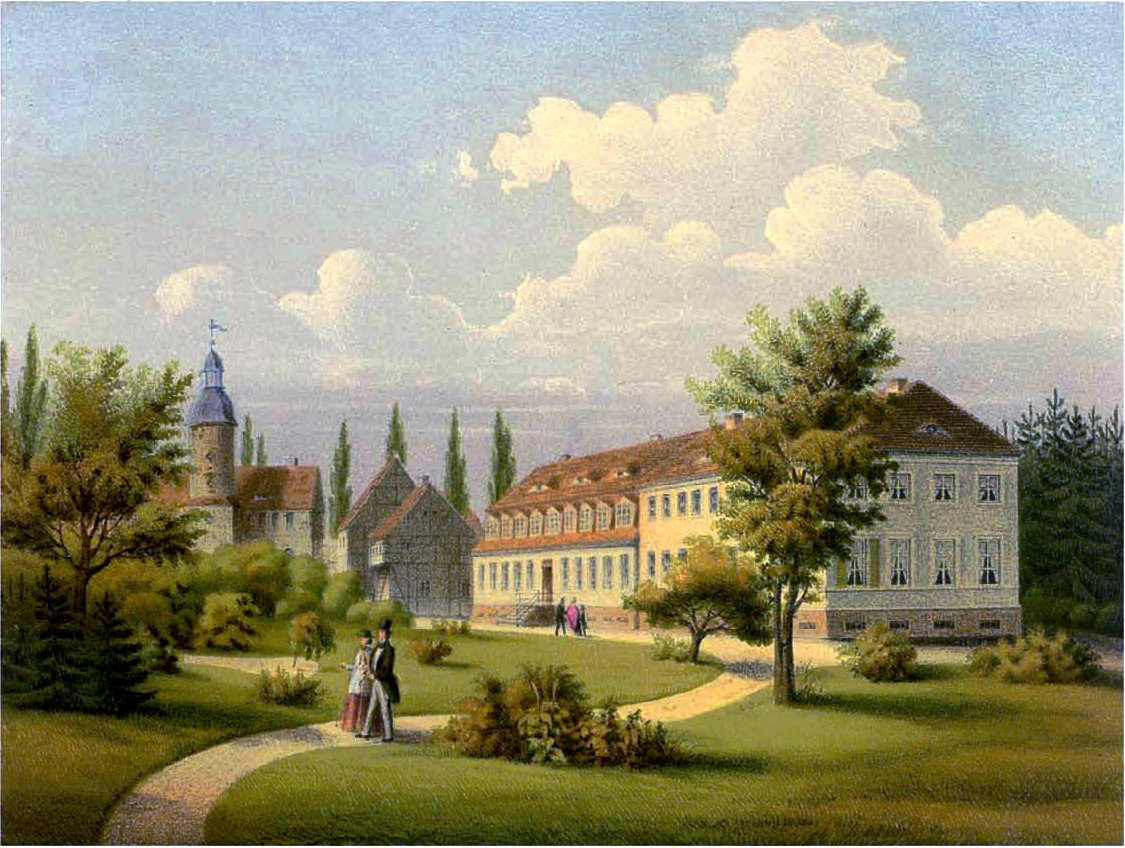
Schloss Baruth um 1857/58, Sammlung Alexander Duncker

Im Jahr 1596 erkaufte Reichsgraf Otto zu Solms-Laubach (1550–1612), seit 1537 Besitzer der Standesherrschaft Sonnewalde und des Rittergut Pouch (bei Bitterfeld), die Herrschaft Baruth vom Trebbiner Amtshauptmann Hans von Buch. Kursachsen belieh daraufhin Graf Otto zu Solms-Laubach mit der Herrschaft Baruth und den Gütern Mahlsdorf und Zesch, welche zum Markgraftum Niederlausitz (Ritterschaft Luckau) gehörten. Die Herrschaft Baruth verlieh seinen Besitzern einen Sitz auf der Bank der Grafen, Prälaten und Herren auf den großen Landtagen zu Dresden.
Die Standesherrschaft war nach der Abspaltung der in Baruth residierenden Grafen zu Solms-Laubach im Jahr 1615 mit dem selbständigen Namen Solms-Baruth benannt worden, nach dem Ort Baruth/Mark, der kurz vor Beginn des Dreißigjährigen Krieges 1616 das Magdeburger Stadtrecht erhielt. Das Schloss Baruth wurde nach 1671 erbaut.
Der kursächsische Justizamtmann in Schlieben und sein Kollege, der Amtsverwalter, waren in Gerichts- und Verwaltungsangelegenheiten in begrenztem Umfang auch für die Standesherrschaft Baruth und die lehnsrechtlich zum angrenzenden Markgraftum Niederlausitz gehörende Standesherrschaft Sonnewalde der Grafen zu Solms zuständig.

### Haus Solms unter preußischer Oberherrschaft
In Folge der Niederlage des Königreichs Sachsen wurden auf dem Wiener Kongress im Jahr 1815 Gebietsabtretungen an das Königreich Preußen beschlossen, was u. a. den gesamten Kurkreis mit seinen Ämtern und Herrschaften betraf. Die Standesherrschaft Baruth wurde dem neu gegründeten Landkreis Jüterbog-Luckenwalde im Regierungsbezirk Potsdam der preußischen Provinz Brandenburg zugeordnet.
Der preußische Vertreter auf dem Wiener Kongress war Fürst Karl August von Hardenberg und dessen Assistent war Graf zu Solms-Sonnewalde.
Der Besitz der Standesherrschaft Baruth gewährte dem Haus Solms eine Virilstimme auf der Herrenbank der Provinziallandtage der Kurmark Brandenburg und der Niederlausitz sowie einen erblichen Sitz im Preußischen Herrenhaus.
Die Standesherrschaft Baruth mit den Schlössern in Baruth und Golßen sowie die Besitzungen im niederschlesischen Klitschdorf blieben bis zur entschädigungslosen Enteignung im Jahr 1945/46 im Besitz der fürstlichen Familie Solms-Baruth.

## Zugehörige Orte
Die Standesherrschaft Baruth umfasste vierzehn Dörfer und ca. 15.000 Hektar land- und forstwirtschaftlich genutztes Land.
Städte
- Baruth/Mark

Dörfer
| - Dornswalde - Glashütte (entstand 1716 als Glasmachersiedlung) - Groß Ziescht - Kemlitz | - Klasdorf - Klein Ziescht - Lynow - Merzdorf - Mückendorf | - Neuhof - Paplitz - Radeland - Schöbendorf - Schönefeld |

Vorwerke
Zur Herrschaft gehörten neun Vorwerke.
Anderer Besitz
Weiterer Besitz der Herrschaft waren eine Glashütte und mehrere zerstreut liegende Etablissements und Mühlen.

## Standesherren
- Otto, Graf zu Solms-Sonnewalde (1596–1612)
- Friedrich Albert, Graf zu Solms-Sonnewalde (1612–1615)
- Johann Georg II. (1615–1632), Graf zu Solms-Baruth in Wildenfels
- Johann Georg III. (1632–1690), Graf zu Solms-Baruth
- Friedrich Sigismund I. (1632–1696)
- Friedrich Sigismund II. (1696–1737)
- Friedrich Gottlob Heinrich (1737–1787)
- Friedrich Carl Leopold (1787–1801)
- Friedrich Heinrich Ludwig (1801–1879)
- Friedrich I. (1879–1904), Fürst zu Solms-Baruth 1888
- Friedrich II. (1904–1920), Politiker, Oberstkämmerer und Mitglied des Preußischen Herrenhauses.
- Friedrich III. (1920–1945), Widerstandskämpfer des 20. Juli 1944

## Baruther Glashütte
Die heute interessanteste Sehenswürdigkeit aus der Solms-Baruther Geschichte ist das Museumsdorf Baruther Glashütte. Der Ort Glashütte entstand 1716 als Glasmachersiedlung und blieb bis heute fast unberührt. Seit 1983 steht der gesamte Gemeindeteil Glashütte unter Denkmalschutz. Hierbei wurde eine Tradition fortgesetzt – erstmals wurde eine Glashütte bei Baruth in einer Urkunde des Klosters Dobrilugk (Doberlug) 1234 erwähnt.